# Thiometon
Thiometon ist eine chemische Verbindung aus der Gruppe der Thiophosphorsäureester.

## Gewinnung und Darstellung
Thiometon kann durch Reaktion von 2-Ethylthioethylchlorid oder 2-Ethylthioethanol [in Anwesenheit von p-Toluolsulfonsäurechlorid (TosCl)] mit O,O-Dimethyldithiophosphat gewonnen werden.

## Eigenschaften
Thiometon ist eine farblose ölige Flüssigkeit mit charakteristischem Geruch, die schlecht löslich in Wasser ist. Es metabolisiert in Tieren und Pflanzen rasch zum wasserlöslichen Sulfoxid- und Sulfonderivat. Einige der Metaboliten von Thiometon sind stärkere Inhibitoren der Cholinesterase und damit toxischer als Thiometon an sich.

## Verwendung
Thiometon wird als Insektizid und Akarizid verwendet.

## Zulassung
Thiometon war zwischen 1971 und 1981 in der BRD und bis 1967 in der DDR zugelassen.
Es ist nicht auf der Liste der in der Europäischen Union zulässigen Pflanzenschutzmittel-Wirkstoffe enthalten.
In Deutschland, Österreich und der Schweiz sind keine Pflanzenschutzmittel mit diesem Wirkstoff zugelassen.